# Детский аукцион
Детский аукцион (швед. barnauktion, фин. huutolaisuus) — историческая практика в Швеции и Финляндии в XIX—XX веках, заключавшаяся в продаже детей-сирот и детей бедняков на аукционах. Как правило, аукционы проводились приходами и Советом по борьбе с бедностью в церквях и аукционных домах. Торговля проводилась по принципу нисходящего английского аукциона. Тот, кто требовал у муниципалитета самую низкую плату, получал ребёнка, о котором должен был позаботиться, а также названную им сумму в качестве годового пособия на содержание ребёнка. Это позволяло организаторам аукционов снизить расходы на содержание детей. Случалось, что одних и тех же детей продавали по несколько раз каждые несколько лет. Человек, купивший ребёнка, считался его приёмным родителем, однако, как правило, детей брали в качестве дешёвой рабочей силы, зачастую с ними жестоко обращались. В Швеции детские аукционы были запрещены в 1918 году, а в Финляндии — в 1923 году, однако в Финляндии аукционы проводились вплоть до середины 1930-х годов. Последний известный детский аукцион был проведён в 1935 году.
Примером известных людей, которые были проданы на детских аукционах, являются бывший министр финансов Швеции Фредрик Вильхельм Турссон, который, осиротев в возрасте девяти лет, был продан на детском аукционе, финский писатель Йоэль Лехтонен, шведский писатель Харри Мартинсон и финский полицейский Йоханнес Фром.
Подобная практика также проводилась в других европейских странах, например в Швейцарии.